# لويس غراف
لويس غراف (بالإنجليزية: Louis Graff)‏ هو لاعب كرة قاعدة أمريكي، ولد في 25 يوليو 1866 في فيلادلفيا في الولايات المتحدة، وتوفي في 16 أبريل 1955 في برين مار ‏ في الولايات المتحدة.